# Симбозерский заказник
Зака́зник Симбо́зерский — государственный природный биологический заказник регионального значения на Кольском полуострове Мурманской области.

## Расположение
Расположен в центральной части полуострова между озёрами Большая Имандра, Печозеро, Симбозеро, Симба-Лумболка, Долгое, Козлово, Гольцовое и Куна, простираясь на юг до посёлка Имандра.
Границы заказника: северная граница — от железнодорожного моста через Печгубу озера Имандра на восток по северным берегам Печгубы, река Печа, озеро Печозеро, река Симба, озеро Симбозеро до северо-западного угла квартала 22 Оленегорского лесничества Мончегорского лесхоза, далее на восток по северным просекам кварталов 22—24 Оленегорского лесничества до административной границы муниципального образования город Оленегорск с подведомственной территорией (северо-восточный угол квартала 24), восточная граница — от северо-восточного угла квартала 24 Оленегорского лесничества на юго-восток и юго-запад по административной границе муниципального образования город Оленегорск с подведомственной территорией, пересекая кварталы 25, 40, 41, 55, 54 до пересечения с южной просекой квартала 54, южная граница — от места пересечения административной границы муниципального образования город Оленегорск с подведомственной территорией с южной просекой квартала 54 Оленегорского лесничества в западном направлении по южным просекам кварталов 54—52, восточной и южной просекой квартала 63, южными просеками кварталов 62, 66, 65, восточной просекой квартала 67 до правого берега реки Гольцовка и далее по её правому берегу на запад до её устья — место впадения в Имандру, западная граница — от устья Гольцовки на север по восточному берегу Имандры до железнодорожного моста через Печгубу.
Площадь заказника по официальным бумагам — 395,7 км², по карте — 401,1 км².

## Описание
Заказник образован 5 января 2003 года постановлением Правительства Мурманской области номер 2-ПП. В его основные цели входит охрана редких и представляющих хозяйственный и культурный интерес животных, сохранение общего экологического баланса заказника. На охраняемой земле запрещена охота, любая промышленная деятельность, разведение костров и любые действия ведущие к загрязнению заказника. В свою очередь, сбор грибов и ягод в не промышленных масштабах разрешены.
Главные объекты охраны — места зимовки лосей и места обитания жемчужницы европейской. Растительность заказника относится к таёжной зоне с преобладанием сосновых лесов, 17 видов сосудистых растений, произрастающих здесь, включены в Красную книгу Мурманской области. Среди них — калипсо луковичная, мак лапландский, гудайера ползучая, кольская ольха, горная фиалка, северная черёмуха, гвоздика пышная и другие.